# Letrado de la Administración de Justicia
El letrado de la Administración de Justicia (LAJ), conocido hasta 2015 como secretario judicial, es un funcionario público integrante de los sistemas judiciales que, entre otras funciones, actúa como ministro de fe pública en los tribunales.

## Antecedentes
Cuando se trata de buscar los orígenes del secretario y de la fe pública, los mismos se remontan a los pueblos más primitivos cuando aparecen los primeros signos de escritura, sin embargo va a ser en el Antiguo Egipto cuando aparezcan por vez primera secretarios judiciales con un sentido propio.
En Egipto existían los Altos Tribunales en los que prestaban sus servicios los escribanos, cuya labor consistía en levantar acta de todo lo acontecido a lo largo de la vista. El sistema judicial egipcio se basaba en la autoridad incontestable del magistrado, la cual emanaba directamente de la naturaleza divina del faraón, y por tanto la labor del escribano era la de mero relator sin que su presencia en el tribunal modificara en modo alguno el resultado de la vista.
En Roma se conocían los escribanos o escribas, los cuales recibían además otros nombres como notarii, actuari y charlutari, según escribieran por medio de notas o minutas, tablillas o actas públicas o custodiaran los instrumentos de carácter público, aunque al no disponer de la facultad de documentación, no podemos hablar de un antecedente inmediato del secretario, a excepción del actuari que era el redactor de las actas públicas.
En los pueblos germánicos existían las figuras del referendarius y del cancellarius, que aunque, al principio eran colaboradores de los jueces, más tarde, pasaron a tener competencias propias, ya que el referendarius intervenía en los tribunales del rey cuidando los documentos reales y el cancellarius, era un cargo creado como escribano judicial, para que estuviera siempre presente en el Tribunal y cuidara de los documentos.
Pero la figura del secretario va a ser realmente introducida, en el año 1216, con el derecho canónico por una Decretal de Inocencio III, De probat, en la que se recoge «Para que la falsedad no perjudique la verdad o la maldad prevalezca sobre la equidad, establecimos que tanto en el juicio ordinario como en el extraordinario, el juez presente siempre una persona pública o dos personas idóneas que fielmente suscriban todos los autos del juicio, señalando lugares, tiempos y personas». Con este precepto se introduce en el proceso la facultad de documentación, a través del secretario, como garantía para que prevalezca siempre la verdad y la equidad.

## España

### Historia

Placa usada por los letrados españoles

En España la figura del escribano es introducida con el derecho romano, pilar en el que se basa el sistema civil español, pero su evolución siguió dos fases claramente diferenciadas. La primera engloba buena parte de la historia de España con un papel menor y menos importante que en otros países de nuestro entorno, como es el caso de Inglaterra o Francia, donde los escribanos procedían invariablemente de familias nobles ostentando cargos dentro de las Cancillerías reales.
Descubrimos la presencia del secretario o escribano en toda la literatura jurídica española, siendo destacables por su importancia los siguientes ejemplos:
- El Fuero Juzgo, donde se hablaba de los escribanos y de los notarios de forma indistinta ya que ambos ejercían tanto la fe pública judicial como la notarial.
- El Fuero Real recoge que "«os escribanos públicos deben existir en las ciudades y las villas, han de ser nombrados por el rey o por quien él mandare y han de prestar juramento». Sus funciones eran múltiples, entre ellas la documentación y la custodia de las notas de las cartas; las pruebas debía recibirlas el juez con la presencia de un escribano, con lo que ya tenemos una alusión a la fe pública como garantía de estas actuaciones.[3] Además la prueba testifical la recibiría el alcalde debiendo ser oídas y escritas las contestaciones por el escribano público, el cual “de la sentencia que diera el alcalde, se darán copias por el escribano a las partes, con su sello, debiendo quedarse el escribano o el alcalde con otra para testimonio”.

- Las Leyes de Estilo recogían las funciones del escribano y entre ellas destacaba la documentación con fe pública.
- En las Siete Partidas del rey Alfonso X, el Sabio, el antecedente histórico más cercano al secretario Judicial español,[4] el escribano era nombrado por el rey o emperador y se les exigía que prestaran juramento, no podían delegar sus funciones en otra persona y su intervención en el proceso afectaba a la validez del mismo porque eran los únicos que ostentaban la fe pública, estaban encargados de llevar los Registros y su labor tenía una doble función:

1. La judicial, cuando escribían las cartas de los pleitos.
2. La extrajudicial, cuando escribían los actos de las cartas del rey, los privilegios y las cartas de las ventas y compras. La influencia de este código en la legislación posterior fue muy importante, ya que recopiló la dispersa legislación existente y llegó a ser considerada como legislación común.

- La Nueva Recopilación nos habla de los escribanos con funciones judiciales y extrajudiciales, entre ellos los notarios mayores, los relatores de los Concejos y de las Audiencias, los escribanos de Cámara de Audiencia y de Chancillería.
- La Novísima Recopilación, amplía la denominación de los escribanos y establece los de Cámara de provincia en la Corte, los de Cámara en las Chancillerías y Audiencias, y entre otros los escribanos del crimen, regulando, entre sus funciones, y como más importantes la documentación y la fe pública, la comunicación y el auxilio a los jueces.

A través de estos códigos antiguos se llega a la segunda fase de separación de la fe pública judicial (ejercida por el escribano) y la fe pública extrajudicial (ejercida por el notario), que se inicia con la Ley del Notariado de 28 de mayo de 1862, dónde el escribano aparece como el antecedente histórico más inmediato del secretario Judicial español, y en la que se separa la fe pública judicial, que se le atribuye al secretario judicial y se la considera como una función estatal y la extrajudicial que se le atribuye a los notarios.
La Ley Orgánica del Poder Judicial, de 15 de septiembre de 1870, refundió los escribanos de cámara y los antiguos relatores, creándose de esta forma los secretarios de sala, y manteniéndose los escribanos de actuaciones. Se estableció el ingreso en el cuerpo por oposición y se exigían las mismas condiciones que para los jueces. Esta ley crea por primera vez y con carácter independiente la figura del Secretario Judicial y se recoge entre sus funciones, la obligación de extender fielmente y autorizar con su firma las actuaciones judiciales, providencias, autos y sentencias así como dar fe de las actuaciones judiciales, la expedición de testimonios y la dación de cuenta, custodia y conservación de documentos.
Tras varios intentos de cambiar el nombre de secretario judicial por otro, en el año 2015 con la modificación de la Ley Orgánica del Poder Judicial, operada por Ley Orgánica 7/2015, de 21 de julio, se produce una modificación de la denominación de los Secretarios Judiciales, pasándose a llamar Letrados de la Administración de Justicia.

### Regulación legal
Dentro del ordenamiento jurídico español el Secretario Judicial (actual Letrado de la Administración de Justicia) tiene el rango de autoridad del Estado, con funciones propias e independientes de las de los jueces y magistrados. Su figura se encuentra regulada en la Ley Orgánica del Poder Judicial (LOPJ) de 1985 y en el Reglamento Orgánico del Cuerpo de Secretarios Judiciales de 2005.
Los secretarios judiciales tienen rango y tratamiento de autoridad del Estado: según el artículo 97. Prerrogativas, tratamiento y distinciones: «Los Secretarios Judiciales que ocupen puestos de trabajo del Grupo I tendrán el tratamiento de Señoría Ilustrísima. Los demás Secretarios Judiciales tendrán el tratamiento de Señoría. Como distintivo de su cargo llevarán sobre la toga una placa y podrán usar una medalla, ambas doradas si tienen la primera y segunda categorías consolidadas, y plateadas si pertenecen a la tercera. Los Secretarios Judiciales de primera y segunda categorías usarán vuelillos en las bocamangas de la toga».
Durante el año 2006 se preparó una modificación de la estructura judicial en España, con una modificación de las funciones de los secretarios y una renovación profunda de la oficina judicial. En diciembre de 2008 fue remitido a las Cortes Generales un Proyecto de Reforma de la Legislación Procesal para la implantación de la nueva Oficina Judicial, elaborado por el Ministerio de Justicia, con importantes cambios en las funciones tradicionales de los secretarios judiciales, en especial la no necesidad de presencia física de los mismos durante los juicios, ante el estado actual de la tecnología de grabación y reproducción de la imagen y el sonido, así como la atribución de nuevas competencias de dirección procesal que hasta el momento estaban sujetas a la necesidad de adoptar la forma de resolución del juez o magistrado de cada órgano.
Tal ley fue publicada en el Boletín Oficial del Estado de 4 de noviembre de 2009 como Ley 13/2009, que entró en vigor seis meses más tarde, el 4 de mayo de 2010. Es una ley titulada como de reforma procesal para la implantación de la nueva oficina judicial.
Frente a su anterior diseño, atomizado en torno al Juzgado o Tribunal correspondiente, la nueva estructura básica de la Oficina Judicial lleva consigo un plan de mejora de la Administración de Justicia, nace presidida con las ideas de concentración, racionalización de los recursos existentes y proximidad a los ciudadanos, garantizando su flexibilidad organizativa.
Dentro de la estructura administrativa de los Letrados de la Administración de Justicia, bajo la dependencia del Ministerio de Justicia, existe un instrumento de participación democrática del colectivo del Cuerpo de Letrados de la Administración de Justicia, se constituirá un Consejo del Secretariado en el seno del Ministerio de Justicia, con funciones consultivas en las materias que afecten al mencionado cuerpo.

### Funciones
De acuerdo con la Ley Orgánica del Poder Judicial (LOPJ 6/1985), los Letrados de la Administración de Justicia (antes Secretario Judicial) tienen dentro de los Juzgados y Tribunales, las siguientes funciones:
1. el ejercicio de la fe pública judicial,
2. la función de documentación,
3. la de impulsar y ordenar el proceso,
4. la de director técnico-procesal de la Oficina Judicial,
5. la dación de cuenta,
6. la de colaboración y cooperación con otros órganos y Administraciones,
7. la de policía de vistas,
8. la de promover el empleo de medios técnicos, audiovisuales e informáticos de documentación,
9. la de responsable del archivo judicial y del expurgo, así como del de las piezas de convicción en las causas penales, en los locales dispuestos a tal fin,
10. la de depósito de bienes y objetos afectos a expedientes judiciales,
11. la llevanza de la Cuenta de Depósitos y Consignaciones,
12. la estadística judicial,
13. la de informar sobre el estado de las actuaciones judiciales,
14. la de realizar las funciones de naturaleza análoga a las que les son propias inherentes al puesto de trabajo que ocupen y las que les encomienden sus superiores jerárquicos
15. la de ser responsables de los ficheros y tratamiento de datos de carácter personal en los ficheros con fines jurisdiccionales y con fines no jurisdiccionales, siendo además responsables de seguridad de dichos ficheros
16. la de ejecución, salvo aquellas competencias que exceptúan las leyes procesales por estar reservadas a Jueces y Magistrados
17. las que legal y reglamentariamente se establezcan.

### Organización
Los letrados tienen en España la siguiente jerarquía:
- Secretario/a General de la Administración de Justicia. Es el titular de la Secretaría General para la Innovación y Calidad del Servicio Público de Justicia, un órgano directivo del Ministerio de la Presidencia, Justicia y Relaciones con las Cortes.[12]
- Secretario/a de Gobierno. Hay un Secretario de Gobierno en el Tribunal Supremo, Audiencia Nacional y en cada Tribunal Superior de Justicia de las comunidades autónomas, así como en Ceuta y Melilla.[13]
- Secretario/a Coordinador/a Provincial. Hay uno en cada provincia; en Baleares, habrá uno en Menorca e Ibiza y Formentera; en Canarias, habrá uno en Lanzarote y la Palma. En las comunidades autónomas uniprovinciales, las funciones del Secretario Coordinador serán asumidas por el Secretario de Gobierno.[14]

## Chile
Los secretarios son ministros de fe pública encargados de autorizar, salvo las excepciones legales, todas las resoluciones judiciales y actos emanados de los tribunales superiores de justicia y de los juzgados de letras en lo civil, y de custodiar los expedientes judiciales y todos los documentos y papeles que sean presentados a la Corte o juzgado en que cada uno de ellos debe prestar sus servicios.